# NGC 595
NGC 595は、さんかく座銀河のHII領域である。1864年10月1日にハインリヒ・ダレストが発見した。